# アベッツァーノ地震
アヴェッツァーノ地震（イタリア語: terremoto della Marsicaあるいはterremoto di Avezzano）とは、1915年1月13日7時52分ごろ（イタリア時間）に、イタリア中部のアブルッツォ州、アヴェッツァーノ近郊で起きた地震である。
地震の規模はマグニチュード6.7（モーメント・マグニチュード）で、3万人を越える人々が命を落とした。